# Francesc Borrell Valls
Francesc Borrell Valls   (Sant Boi de Llobregat, 17 de juliol de 1934 - Reus, 20 d'octubre de 1992) va ser un jugador de bàsquet català de la dècada de 1950.
Fou un dels primers jugadors espanyols en arribar als dos metres d'alçada.
Residia a Sant Boi de Llobregat, on havia practicat el rugbi a la UE Santboiana i el futbol al Centre Català, finalment es decantà pel basquetbol ingressant a l'Ateneu Santboià. Es traslladà a Saragossa per estudiar veterinària i allí continuà la seva carrera als clubs CN Helios, Iberia i Stadium Casablanca (1954-56). Continuà els seus estudis a Madrid i jugà per l'Hesperia (1956-57). Tornà a Catalunya on jugà a primera divisió al CB Aismalíbar (1957-60) i al RCD Espanyol (1960-62). Ja retirat es traslladà a Lleida per motius de treball i encara jugà al Sícoris Club.
Jugà 15 partits amb la selecció d'Espanya, amb la que disputà l'EuroBasket de 1959.